# Amy Mek
Amy Mekelburg (nascida em 1972 ou 1973), conhecida online como Amy Mek, é uma ativista, crítica do Islã e influenciadora digital americana, presente principalmente no Twitter. A sua identidade real não era conhecida até que foi exposta pelo jornalista da HuffPost Luke O'Brien em 2018, num momento em que ela já tinha mais de 200.000 seguidores.

## Vida pessoal
Mekelburg é judia. Ela cresceu em East Brunswick, Nova Jérsei, e estudou na Universidade de Rhode Island, se formando em 1996 em estudos de comunicação. Em 2003, ela vivia no bairro de Upper East Side com seu marido. Junto com ele, ela fundou uma organização sem fins lucrativos dedicada à anular a condenação de Paul Cortez, um amigo, por homicídio de segundo grau, acreditando que ele era inocente. Em 2016, ela se mudou para ficar mais perto de Cortez, se apresentando como psicoterapeuta no sistema prisional.

## Conta no Twitter
Ela iniciou sua conta no Twitter em 2013, e tinha obtido 200.000 seguidores em 2018, com o apoio de figuras como Donald Trump e Michael Flynn. Em 2017, o colunista do San Francisco Examiner Maureen Erwin e o repórter do NBC News Ken Dilanian acusaram a conta de Amy Mek de ser um bot, ainda que ela tenha sido entrevistada pelo The New York Times num artigo sobre mulheres que apoiaram Donald Trump em 2016. Ela foi percebida pelo jornalista do HuffPost Luke O'Brien como uma usuária muito produtiva, postando cerca de 25 vezes por dia. O'Brien categorizou a maioria de suas postagens como islamofóbicas, nas quais ela "anonimamente espalhou ódio online por anos", incluindo memes. A sua conta foi banida na França e na Alemanha devido a suas postagens.
Ela também fundou a Resistência contra Radicais Islâmicos (RAIR, em inglês), para lutar por suas posições políticas em relação ao islamismo, se identificando como parte do movimento contrajihadista. A organização foi posteriormente renomeada para Rise Align Ignite Reclaim, ou Fundação RAIR, com Chris Gaubatz como seu presidente.
Mekelburg teve sua identidade revelada em 2018 pelo jornalista da HuffPost especializado em extremismo político e desinformação Luke O'Brien, uma ação controversa. O marido de Amy foi demitido de seu trabalho na World Wrestling Entertainment como uma ação direta dessa divulgação. A controvérsia também afetou o irmão de Mekelburg, dono de uma cafeteria, que não apoiava suas posições políticas, mas sofreu chamadas para boicote. Após as ações de O'Brien, o próprio O'Brien e seus colegas també tiveram informações pessoais expostas e receberam diversas ameaças online, enquanto o artigo era promovido no 4chan e por figuras como Jake Posobiec e Mike Cernovich. A ética jornalística de revelar a identidade de Mek e sua família tem sido debatida. A organização Media Matters for America defendeu que o incidente não constituia doxing, pois ela usa uma foto real e nome similar ao seu nome completo nas suas contas online, e O'Brien não divulgou endereços, números de celular ou endereços de email pertencentes à Amy.
Mekelburg tem sido ativa entrevistando críticos notáveis ao Islã, e republicando vídeos que "expõem a verdade" sobre o Islã. Ela recebeu uma verificação do Twitter em 2022, após a aquisição do Twitter por Elon Musk. Em 2023, Elon Musk respondeu à uma postagem de Mekelburg mostrando um vídeo de um imame muçulmano que promovia o Jihad na França, o que, de acordo com o imame, iria tornar a França um país Islâmico, com "Ele está certo".

## Links externos
- RAIR Foundation
- Amy Mek no X